# Draba sachalinensis
Draba sachalinensis är en korsblommig växtart som beskrevs av Friedrich Schmidt. Draba sachalinensis ingår i släktet drabor, och familjen korsblommiga växter. Inga underarter finns listade i Catalogue of Life.